# MONSTERS (야마시타 토모히사의 노래)
MONSTERS(한국어: 몬스터스)는 TBS 드라마 《몬스터스》에서 주연의 카토리 싱고와 야마시타 토모히사의 기간 한정 유닛인 The MONSTERS의 싱글이다. 일본에서는 2012년 11월 28일 발매되었다.

## 개요
- TBS 드라마 《몬스터스》의 주제가. The MONSTERS는 드라마에 함께 출연한 카토리 싱고와 야마시타 토모히사에 의한 유닛으로, 두 사람이 함께 공동 작사·작곡한 곡이다.
- 이 곡은 2012년 10월 30일 방송된 일본의 음악 방송 《화요곡》에서 음반의 수록록인 〈몬스터〉와 함께 텔레비전에서 첫 피로되었다.
- 원래는 2012년 8월 8일에 발매된 SMAP의 20번째 정규 앨범 "GIFT of SMAP"에 카토리 싱고의 솔로 곡으로 수록되어 있는 곡을 The MONSTERS 명의로 싱글 컷되었다.
- 통상 반, 초회 한정반 A, 초회 한정반 B, 세븐&아이 한정반 아날로그 반의 5가지 사양으로 출시되었다.
- 수록곡은 통상 반, 초회 한정반 A, 세븐&아이 한정반 아날로그 반에만 〈MONSTERS (SPACE COWBOY REMIX)〉가 수록되었고, 통상 반, 초회 한정반 B, 세븐&아이 한정반, * 아날로그 반에는 핑크 레이디의 곡 〈몬스터〉의 리메이크(커버 곡)가 수록되었다. 또한 〈몬스터〉에 수록되어있는 함성 소리는 드라마에서 여주인공 역을 연기한 야나기하라 카나코의 음성이다.
- 초회 한정반 A에는 타이틀 곡 〈MONSTERS〉의 DVD(뮤직비디오 수록), 초회 한정반 B에는 〈몬스터〉의 DVD(뮤직비디오 수록)가 각각 수록되었다.

## 수록곡

### 통상 반
1. MONSTERS
  - 작사·작곡: 카토리 싱고, 야마시타 토모히사
2. 몬스터(モンスター)
  - 작사: 야쿠 유, 작곡: 도쿠라 슌이치 (원곡: 핑크 레이디)
3. MONSTERS (SPACE COWBOY REMIX)
4. MONSTERS (back track)

### 초회 한정반 A
1. MONSTERS
2. MONSTERS (SPACE COWBOY REMIX)
3. MONSTERS (back track)

DVD
- MONSTERS (뮤직비디오 수록)

### 초회 한정반 B
1. MONSTERS
2. 몬스터(モンスター)
3. MONSTERS (back track)

DVD
- 몬스터(モンスター) (뮤직비디오 수록)

### 세븐 & 아이 한정반
1. MONSTERS
2. 몬스터(モンスター)
3. MONSTERS (SPACE COWBOY REMIX)
4. MONSTERS (back track)

사양
- LP 사이즈 재킷
- LP 자켓 사이즈 소책자
- 뛰쳐나온 MONSTERS

### 아날로그 반
Side A
1. MONSTERS
2. 몬스터(モンスター)

Side B
1. MONSTERS (SPACE COWBOY REMIX)
2. MONSTERS (back track)

## 차트 최고 순위·기록
- 위클리(주간) 1위 (오리콘)[1]
- 2012년 11월 월간 3위 (오리콘)
- 2012년 Billboard Japan 에어 플레이, 싱글 100 세일즈 1위[2]
- 2006년 키사라즈캣츠아이 (feat.MCU) 이후, 텔레비전 드라마로 인해 결성된 유닛의 1위(오리콘)는 6년만의 기록이며, 2007년 슈지와 아키라 이후에는 7년만이다.[3]